# Mühlheim am Inn
Pour les articles homonymes, voir Mühlheim.
Mühlheim am Inn est une commune autrichienne du district de Ried im Innkreis en Haute-Autriche.